# Župkovská vrchovina
Župkovská vrchovina je geomorfologickou částí Župkovské brázdy.  Leží v její severní polovině, severně od města Žarnovica v Žarnovickém okrese. 

## Polohopis
Vrchovina zabírá severní polovinu podcelku Župkovská brázda, v jižní části pohoří Vtáčnik. Leží severně od Žarnovice, v širším okolí obcí Horné Hámre, Píla, Župkov a Hrabičov. Území Župkovské vrchoviny odvodňují přítoky Kľaku, mezi nimi Píľanský a Župkovský potok.
Severním směrem pokračuje krajinný celek částí Vígľaš a Ostrogrúnska kotlina, východně pokračuje podcelek Nízký Vtáčnik a v oblasti Žarnovice sousedí Žarnovické podolie, část Žiarské kotliny. Jižně leží podcelek Raj a Novobanská kotlina (část Župkovské brázdy) a západní okraj vymezuje Vojšín (podcelek Pohronského Inovce) a geomorfologická část Tribeče, Velkopolská vrchovina.

## Doprava
Centrální částí vrchoviny vede údolím Kľaku a Píľanského potoka silnice II/512 (Žarnovica - Oslany), ze které odbočují všechny cesty, obsluhující obce a jejich osady v této oblasti. Roztroušené osídlení regionu způsobilo, že obce jsou navzájem propojeny polními i lesními cestami, které s oblibou využívají cykloturisté.

## Turismus
Tato část Vtáčnika patří mezi méně turisticky navštěvované lokality a často slouží jako východisko do okolních lokalit. Oblast je vyhledávána především příznivci cyklistiky.